# 睡眠衛生
睡眠衛生（すいみんえいせい、Sleep hygiene）とは、質の良い睡眠を得るために推奨される行動・環境の調整技法である。この推奨事項は1970年代末に、軽・中程度の不眠を持つ人々の助けとなるよう開発された。臨床家は不眠やその他の不調（抑うつなど）を抱える人々の睡眠衛生を診察し、それを元に助言を行っている。
この推奨事項は、正常な睡眠スケジュールの構築、慎重に昼寝を取る、就寝時間近くでの過度の運動・思考を避ける、心配し過ぎない、就寝前に光を浴びすぎない、入眠できないときはベッドを出る、ベッドを睡眠とセックス以外に使わない、就寝前にはエタノールのような入眠に効果はあっても中途覚醒の原因となる物質は避け、さらにニコチンやカフェインなどの覚醒物質も避ける、静かで暗く心地よい睡眠環境を作ることなどがある。
不眠症の治療について各種臨床ガイドラインでは、第一には不眠の認知行動療法（「不眠症#非薬物療法」も参照）を行うとし、睡眠薬の処方はそれが効果を示さない場合の最終手段とされている。睡眠衛生は不眠症治療法としての有効性が示されておらず、米国睡眠医学会のガイドラインでも睡眠衛生単体での実施は非推奨となっている。非薬物療法を平行して行わず単独の薬物療法を長期間行うことは、最適な治療戦略ではない。

## 評価
睡眠衛生についての習慣や知識は、睡眠衛生インデックス（Sleep Hygiene Index）、睡眠衛生への認識と実践尺度（Sleep Hygiene Awareness and Practice Scale）、睡眠衛生セルフテスト（Sleep Hygiene Self-Test）などの尺度で評価することができる。若年者に対しては、児童青年睡眠衛生尺度（Adolescent Sleep Hygiene Scale）、児童睡眠衛生尺度（Children's Sleep Hygiene Scale）などで評価できる。

## 推奨事項
臨床家は患者教育の一環として、患者の睡眠の質の向上のために推奨事項を挙げ、カウンセリングを行うこととなる。

### 睡眠スケジュール

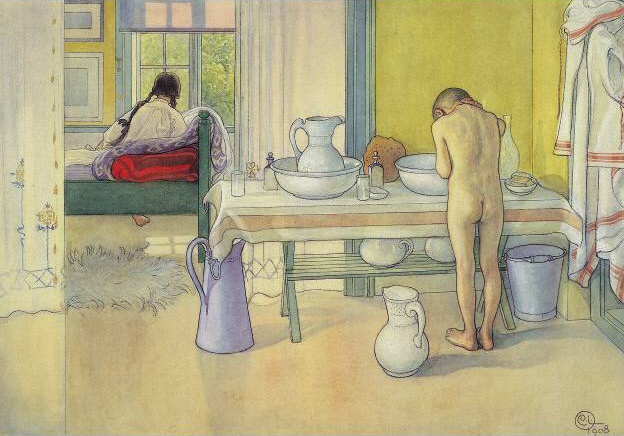
何があっても朝に起きる

推奨事項の1つは入眠に関するものである。成人は1日7-8時間以下の睡眠では、身体・精神的な不全をもたらす可能性が高くなるため、充分な睡眠時間を確保できるよう指導することが最も重要である。
ときに臨床家は、この睡眠時間を昼寝ではなく夜に確保するよう助言することがある。これは昼寝は睡眠不足の解消であれば役に立つものの、通常の場合は夜の睡眠に悪影響を及ぼすためである。昼寝のマイナス効果はその時間と時刻に影響し、正午の短時間の昼寝が最も睡眠を乱しにくいことが分かっている。さらに、たとえ週末であろうと毎日同じ時間の朝に起床し、決まった睡眠スケジュールを持つことも重要である。
「眠たくなってから寝床につく」ことがスムーズな入眠への近道である。なお、もし寝床に入っても眠れなかった場合、いったん寝床を出て自分に合った方法で心身ともにリラックスして、眠気を覚えてから、再度寝床につくと良いとされている。また、朝は一定時刻に起床し朝日を浴びることで、入眠時刻が徐々に安定してくることから、寝床に入る時間は遅れても、朝起きる時間は遅らせずできるだけ一定に保つことが大切である。

### 活動

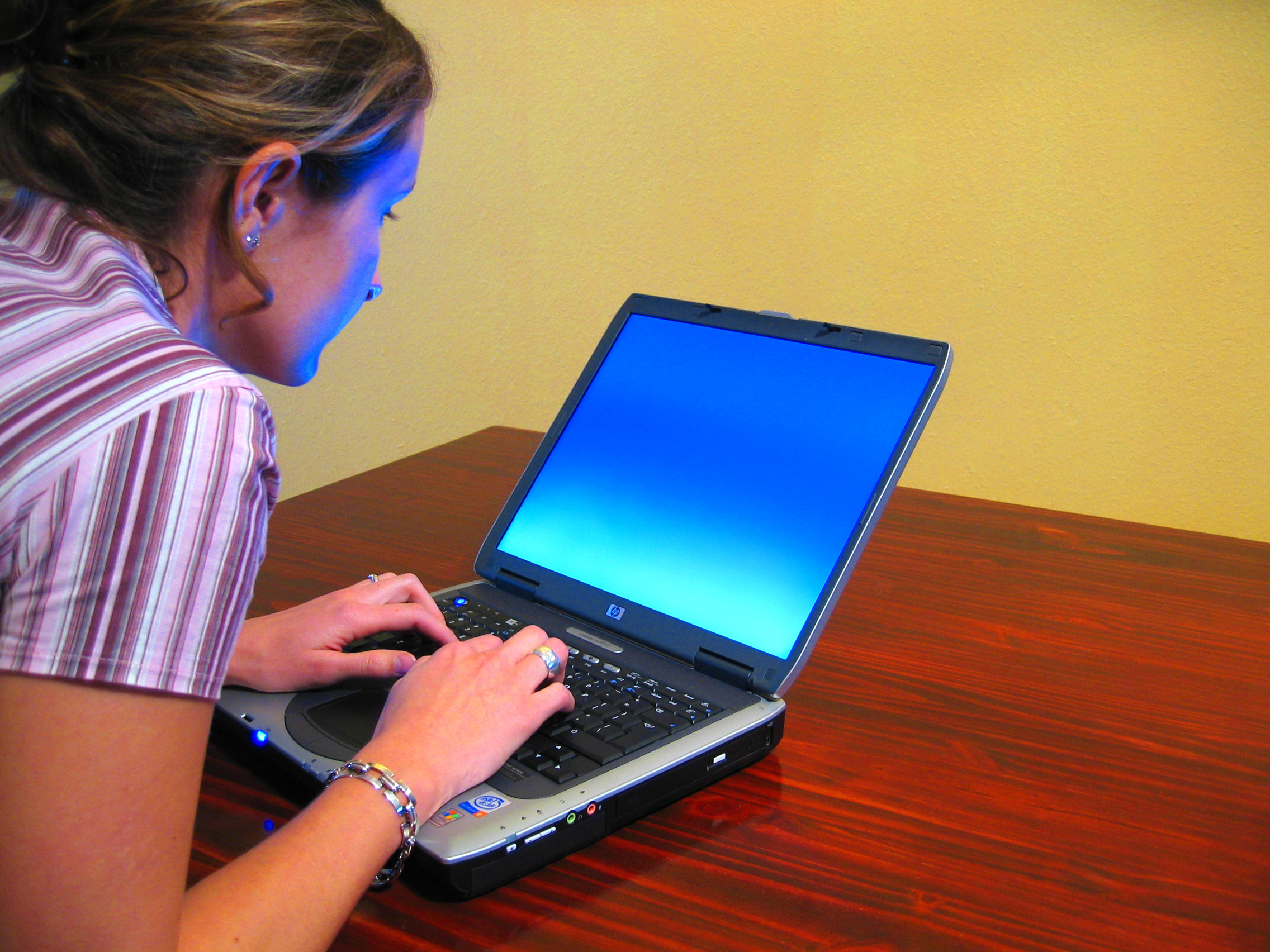
就寝前はVDT作業をしない

運動は、睡眠の質を良くも悪くもさせうるものであり、運動する人はしない人よりも良い睡眠の質を持っているが、1日の遅すぎる時間の運動は体を覚醒させ、入眠を阻害しうる。加えて、日中の自然光への暴露と、就寝1時間前以降は明るい光源を避けることは、自然光と暗闇のサイクルが形成されるため、起床睡眠スケジュールを改善しうる。また、寝る直前の入浴は深部体温の低下を阻害するため避けるべきだが、寝る2～3時間前の軽い入浴は深部体温の低下に効果的で推奨されうる（深部体温の低下に伴い眠気水準が上昇する）。
一般的に、入眠困難を抱える人々に対しては、ベッドにて過ごす時間を減らすことで睡眠を深く継続的にできるため、ベッドを睡眠とセックス以外の使用を避けるよう臨床家はよく推奨している。
リラクゼーションのための呼吸法も、不眠を改善する効果がある。
また、悩みや気になることがある場合、それらをメモに書きだし明日考えることにして机の上などに置いておき、寝床に悩みを持って行かないことも推奨される。

### 食品と物質

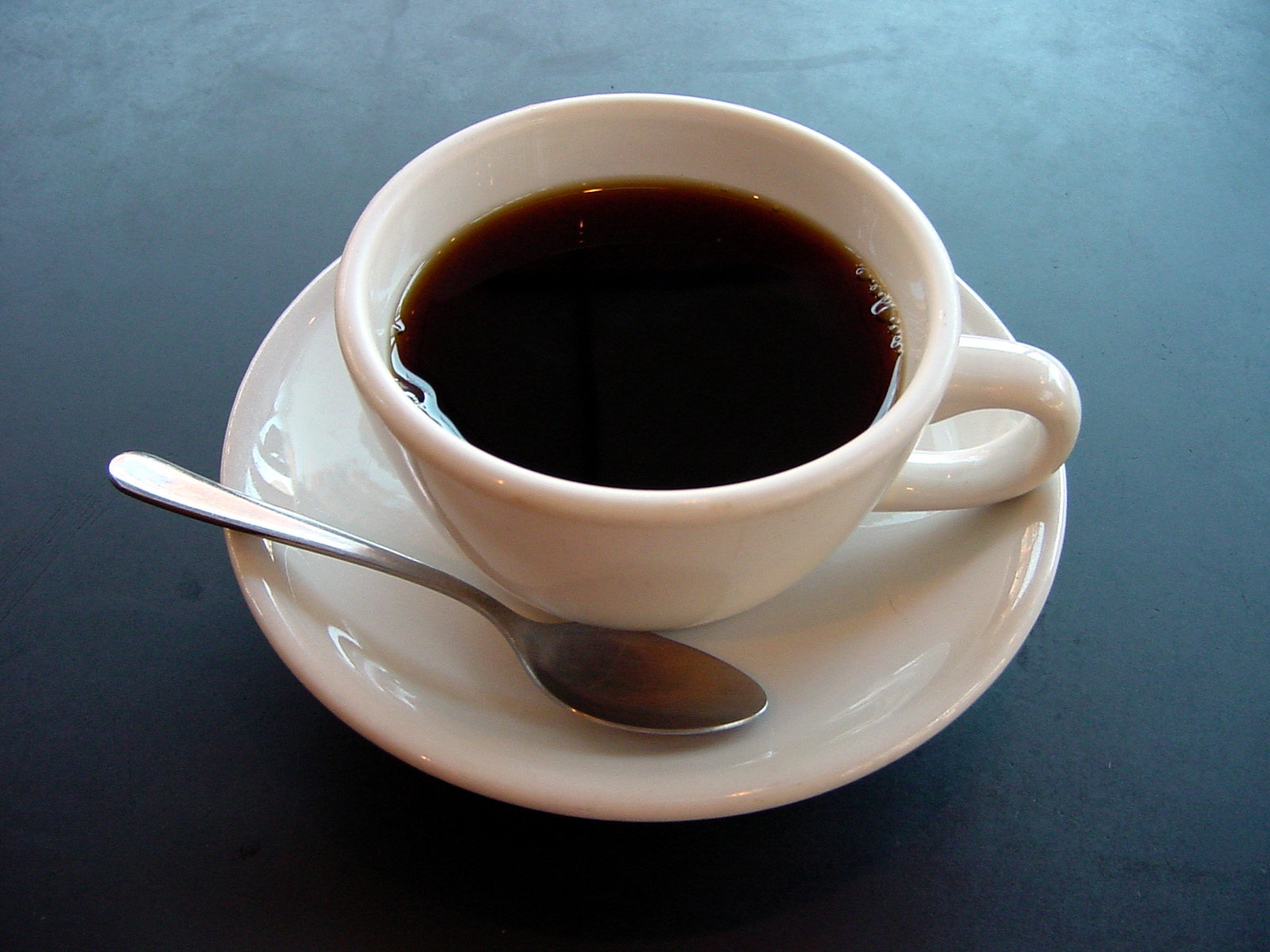
昼食後はカフェインを避ける

食品や物質には睡眠の妨げになるものがあり、それらは覚醒作用や消化器を動かす作用があるものである。神経システムを活性化し覚醒を維持するため、ニコチン、カフェイン（コーヒー、エナジードリンク、ソフトドリンク、お茶、チョコレート、鎮痛剤の一部）、その他の覚醒物質などは睡眠1時間前には避けるよう多くの専門家が推奨する。また、入眠時の深部体温のスムーズな低下を図るため、熱い飲み物をひかえることも推奨される。
寝酒には睡眠導入効果がある一方で、摂取したエタノールの代謝によって睡眠を乱し断片化させるために、多くの臨床家は推奨しない。同様に、入眠前の喫煙も、深い睡眠を減少させ睡眠の断片化と夜間不穏をまねく。入眠前に多量の食事をとること（代謝にエネルギーを要する）や、空腹であることも入眠を妨げるため、臨床家は軽い食事を取ることを推奨する。最後に、入眠前の飲料摂取を制限することで、尿のために睡眠が中断されることを防ぎえる。

### 睡眠環境

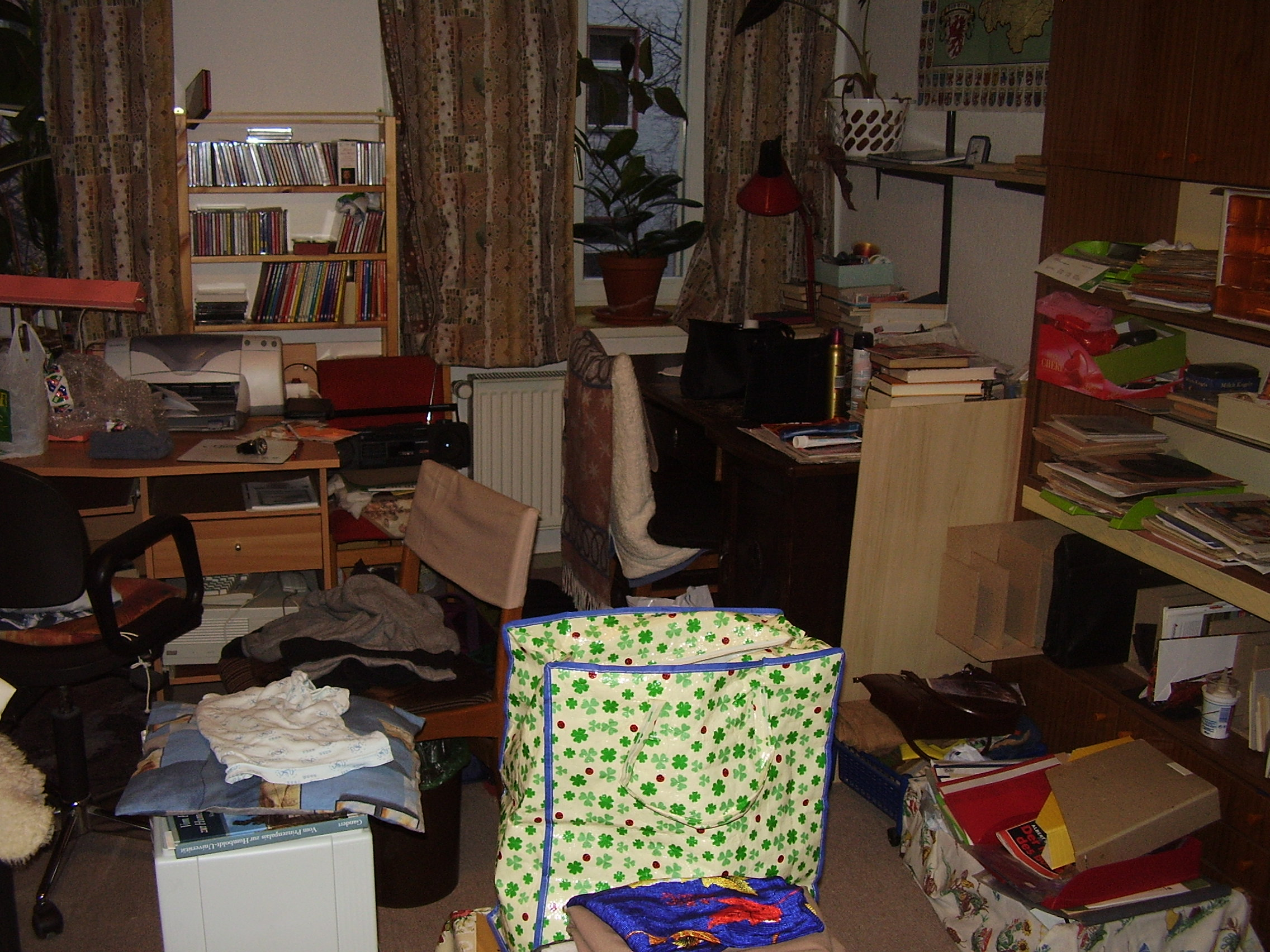
ベッド周りの環境を整える （強迫的ホーディング）

睡眠環境は、静かで、暗く、涼しいことが推奨されている。騒音や不快な室温は睡眠の妨げになる。そのため、寝る前に温度を下げたり、加湿器を使用したりすることもすすめる。良好な睡眠環境を実現するために、騒音を防ぐ耳栓、二重窓、敷物、部屋を暗くする厚手のブラインドやカーテンなどが使用されている。それ以外には、あまり事例研究されていないが、快適なマットレス、ベッド、枕を選択し、寝室の目に入る所に時計を置かないといったことがなされる。
2015年のマットレスに関するシステマティックレビュー研究では、中ぐらいの硬さでカスタムメイドのマットレスが、痛みや脊髄生理学的湾曲にとって最適であると結論づけられている。

## 効果
睡眠衛生に関する研究は、推奨事項のセットがばらばらであるため、改善結果についての根拠は弱く不完全である。多くの研究では、睡眠衛生の方針は臨床環境においてなされたため、非臨床人口においてさらなる研究が必要とされている。
とはいえ、睡眠の質を完璧にするためには、新しいマットレスにお金をかける、マグネシウムを使う、夜は電気をつけない、室温を20℃前後に保つ、耳栓や目隠しマスクを使う、マットや厚手のカーテンで防音する、日中は光を十分に浴び、寝る前3時間以内に運動せず、残りの時間はたくさん運動する、寝る前8時間以内にカフェインとアルコールを摂取しないなど、いろいろな方法がある。睡眠不足とストレスは万病の元だから、きちんと医療関係者の話を聞いて、睡眠衛生を改善することが自分のためになる。

## 注意を要する集団
睡眠衛生は、不眠に対する認知行動療法（CBT-I）の中核要素である（「不眠症#認知行動療法」も参照）。これら推奨事項によって不眠症状を減少・削減させられる。いくつかの睡眠障害ではこれに加えて別の治療方法が必要であり、入眠困難が続く者には医療者より追加の支援が必要とされる。
学生たちは睡眠衛生の質が低く、また睡眠不足の影響について無知であることが多い。彼らは週間スケジュールや学校環境が不安定であり、週の起床ー就寝パターンはバラバラで、昼寝をとり、就寝前にカフェインやエタノールを摂取し、睡眠不足となる環境にいる。このため、学校において睡眠衛生教育を行うことが重要である。
シフト勤務者は夜勤や変則時間帯で働くため、健康的な起床ー就寝パターンを作るのが困難である。そのため彼らは、昼寝、カフェイン飲料などの摂取については戦略的に行い、労働生産性や安全性が確保できるよう慎重になるべきである。彼らは他の人たちの活動時に就寝するため、外部要素によって睡眠を邪魔されないよう工夫が必要である。電話をオフにする、寝室ドアに起こさぬよう張り紙を張るなど。
大うつ病患者は、気分やエネルギーが低いため、日中の昼寝、就寝前の飲酒、日中の大量のカフェイン摂取などといった、良質な睡眠衛生とは逆の行動パターンを取っていることが多い。大うつ病の治療には、睡眠衛生教育に加えて光療法も有用となりえる。朝の光療法は、よりよい起床ー就寝スケジュールを形成するだけにとどまらず、うつ病の治療に直接的な効果がある（とりわけ季節性情動障害）。
喘息やアレルギーによって呼吸に困難がある患者は、睡眠衛生の推奨事項の一部について、実施が困難であるかもしれない。呼吸困難は、睡眠不足、入眠や安らいだ睡眠を困難にさせうる。アレルギーや喘息がある患者は、寝室にそれらを発生させる要因がないか注意を払う必要がある。睡眠中に呼吸能力を改善しうる薬物は、一方で他の方法で睡眠を損なう可能性があるため、充血除去薬、喘息薬、抗ヒスタミン剤などには注意を払う必要がある。